# Utbildningsstyrelsen
Utbildningsstyrelsen (UBS) (finska: Opetushallitus OPH) är ett centralt ämbetsverk i Finland under undervisnings- och kulturministeriet. Utbildningsstyrelsen ansvarar för utvecklandet av småbarnspedagogiken, förskoleundervisningen och den grundläggande utbildningen, morgon- och eftermiddagsverksamhet, gymnasieutbildningen, yrkesutbildningen, fria bildningen och grundläggande konstundervisningen. Utbildningsstyrelsen stödjer utvecklandet av utbildning och internationalisering av det finländska samhället.
Minna Kelhä är generaldirektör för Utbildningsstyrelsen.

## Historia
Utbildningsstyrelsen grundades den 1 april 1991 när Skolstyrelsen och Yrkesutbildningsstyrelsen slogs ihop. Syftet var att centralisera allt som berör utbildningsväsendet till ett centralt ämbetsverk. Målet var att det nya ämbetsverket skulle koncentrera sig på utvecklandet av undervisningens mål, innehåll och metoder samt följa upp och främja goda resultat inom utbildningen.
Genom en förordning (No 121) utfärdad den 30 april 1920 fattades beslut om inrättandet av en svenskspråkig avdelning vid Skolstyrelsen och avdelningen upprättades den 1 augusti samma år. Enligt lagen om Utbildningsstyrelsen (564/2016) ska det vid Utbildningsstyrelsen finnas en enhet för uppgifter inom den svenskspråkiga utbildningen och småbarnspedagogiken.
Statens audiovisuella central (Valtion audiovisuaalinen keskus) som fungerat i Skolstyrelsens regi lades ner år 1994 och dess uppgifter fördelades mellan Utbildningsstyrelsen och Yle.
Centret för internationell mobilitet och internationellt samarbete CIMO och Utbildningsstyrelsen gick samman och bildade nya Utbildningsstyrelsen i början av år 2017.

## Uppgifter
Utbildningsstyrelsen gör upp läroplansgrunderna för den grundläggande utbildningen och gymnasieutbildningen samt grunderna för planen för småbarnspedagogik. Utbildningsstyrelsen leder arbetet med att utarbeta examensgrunder för yrkesinriktade examina samt bestämmer om grunderna i de examina som ingår i examensstrukturen. Utbildningsstyrelsen deltar i beredningen av förordningar som berör det egna verksamhetsområdet samt ger föreskrifter, instruktioner och rekommendationer för verkställandet av förordningarna.
Ämbetsverket upprätthåller också ett antagningsregister för andra stadiets läroanstalter och yrkeshögskolorna samt universiteten, ordnar språkexamina, ordnar och finansierar fortbildning för lärare och annan personal inom utbildningssektorn samt ansvarar för erkännande av utländska examina.
Utbildningsstyrelsen stöder internationaliseringen av det finländska samhället bl.a. genom att implementera program och avtal som främjar internationalisering och producera information om internationalisering.
Ämbetsverket koordinerar informationssystem, register och datatjänster inom utbildningssektorn, producerar indikatorer och prognoser om utbildning, samlar in och tillhandahåller information om utbildningssektorns statsandelar samt utvecklar och producerar läromedel med liten spridning.
Dessutom finns det sex statliga läroanstalter som lyder under Utbildningsstyrelsen och som Utbildningsstyrelsen resultatstyr. Till läroanstalterna hör Valteri center för lärande och kompetens (t.ex. Valteri Skilla), två språkskolor Helsingin ranskalais-suomalainen koulu och Suomalais-venäläinen koulu), European School of Helsinki och två yrkesläroanstalter (Sameområdets utbildningscentral och Centret för sjösäkerhetsutbildning Meriturva). Också Statens skolhem (t.ex. Lagmansgården) hör till Utbildningsstyrelsens resultatstyrning.

## Organisation
I Utbildningsstyrelsens organisation finns följande huvudfunktioner:
- Generaldirektör och kommunikation
- Kundrelationer & data och kunskap
- Förvaltningstjänster
- Lärande, utbildning och kunnande. Huvudfunktionen har två direktörer varav den ena ansvarar för den svenskspråkiga verksamheten.
- Internationalisering

Vid Utbildningsstyrelsen finns följande fristående enheter:
- Nationella centret för utbildningsutvärdering,
- Studentexamensnämndens kansli,
- Servicecentret för kontinuerligt lärande och sysselsättning.

## Generaldirektörer
- Kari Pitkänen 1.4.1991–30.4.1991
- Vilho Hirvi 1.5.1991–31.12.1994
- Rauno Jarnila 1.1.1995–31.3.1995
- Jukka Sarjala 1.4.1995–31.12.2002
- Heli Kuusi 1.1.2003–28.2.2003
- Kirsi Lindroos 1.3.2003–31.12.2007
- Timo Lankinen 1.1.2008–31.12.2011
- Aulis Pitkälä 1.1.2012–15.10.2016
- Olli-Pekka Heinonen 15.10.2016–1.5.2021
- Minna Kelhä 7.6.2021–

## Utbildningsstyrelsens direktion
Statsrådet tillsätter direktionen, vars uppgifter är att delta i utvecklandet av Utbildningsstyrelsens verksamhet, godkänna bl.a. verksamhets- och ekonomiplanen samt riktlinjerna för beredningen av budgetförslaget, följa upp och utvärdera revideringen och utvecklandet av läroplans- och examensgrunderna, avgöra utbildningspolitiskt viktiga ärenden som hör till Utbildningsstyrelsens område samt tillsammans med generaldirektören godkänna och underteckna Utbildningsstyrelsens bokslut och verksamhetsberättelse.
Utbildningsstyrelsens direktion under perioden 3.11.2023–30.9.2027
Direktionens ordförande är riksdagsledamot Sofia Vikman. Medlemmarna är (suppleanter inom parentes):
- Riksdagsledamot Sofia Vikman, Samlingspartiet (riksdagsledamot Milla Lahdenperä)
- Vice ordförande, riksdagsledamot Eeva-Johanna Eloranta, Finlands Socialdemokratiska Parti (riksdagsledamot Pia Hiltunen)
- Riksdagsledamot Inka Hopsu, De Gröna (bildnings- och välfärdsdirektör Anssi Lepistö)
- Riksdagsledamot Anne Kalmari, Centern (riksdagsledamot Pekka Aittakumpu)
- Riksdagsledamot Minja Koskela, Vänsterförbundet (riksdagsledamot Timo Furuholm)
- Riksdagsledamot Mikko Ollikainen, Svenska Folkpartiet i Finland (alumnkoordinator Bella Alén)
- Riksdagsledamot Jaana Strandman, Sannfinländarna (riksdagsledamot Juha Mäenpää)
- Ledande sakkunnig Mirja Hannula, Finlands Näringsliv EK (sakkunnig Mikko Vieltojärvi)
- Chef för utbildnings- och sysselsättningsfrågor Mikko Heinikoski, Finlands Fackförbunds Centralorganisation FFC (sakkunnig i utbildnings- och arbetskraftspolitik Kirsi Rasinaho)
- Utvecklingschef Jarkko Lahtinen, Kommunförbundet (utvecklingschef Irmeli Myllymäki)
- Utbildningspolitisk direktör Nina Lahtinen, Undervisningsektorns Fackorganisation OAJ (utbildningspolitisk chef Jaakko Salo)
- Generalsekreterare Jere Liitiäinen, OSKU 11.4.2024-30.9.2024; generalsekreterare Eemeli Rajala, OSKU 3.11.2023–11.4.2024 (socialpolitisk sakkunnig Iiris Hynönen, Finlands Gymnasistförbund 27.10.2023–30.9.2024)
- Socialpolitisk sakkunnig Iiris Hynönen, Finlands Gymnasistförbund 1.10.2024–30.9.2026 (sakkunnig i intressebevakning Suvituuli Lundmark, De yrkesstuderandes förbund i Finland SAKKI ry 1.10.2024–30.9.2025 och generalsekreterare Jere Liitiäinen, OSKU 1.10.2025–30.9.2026)
- Sakkunnig i intressebevakning Suvituuli Lundmark, De yrkesstuderandes förbund i Finland SAKKI ry 1.10.2026–30.9.2027 (socialpolitisk sakkunnig Iiris Hynönen, Finlands Gymnasistförbund 1.10.2026–30.9.2027)
- Utbildningspolitisk sakkunnig Heidi Rättyä, Finlands studentkårers förbund FSF (sakkunnig i Europapolitik Roosa Veijola, Finlands Studerandekårers Förbund SAMOK)
- Professor Fritjof Sahlström, Helsingfors universitet (professor Sonja Kosunen, Itä-Suomen yliopisto)
- Direktör Taina Vallander, STTK (sakkunnig i utbildning och kompetens Riina Nousiainen)

Medlemmar i direktionen är också Utbildningsstyrelsens generaldirektör och en person som ämbetsverkets personal väljer inom sig samt dennes suppleant. Direktionen väljer inom sig en vice ordförande.